# De cliënt
De cliënt (1994) is een legal thriller geschreven door de Amerikaanse schrijver John Grisham. In 1994 werd het boek verfilmd met onder anderen Susan Sarandon, Brad Renfro en Tommy Lee Jones in de hoofdrol.

## Verhaal
Een 11-jarige jongen, Mark Sway uit Memphis, gaat met zijn 8 jaar oude broertje Ricky stiekem sigaretten roken, maar ziet een man die zich wil vergassen in zijn eigen wagen. Tijdens het proberen te voorkomen van deze actie begint een reeks gebeurtenissen.
Van de man die zelfmoord probeert te plegen (advocaat van een beruchte maffioso) hoort Mark een opmerkelijk verhaal over de verblijfplaats van het lijk van een vermoorde senator uit New Orleans. De senator had zich de woede van de maffia op de hals gehaald door zich publiekelijk tegen een door de maffia gesponsorde vuilstortplaats te keren. Barry 'the Blade' Muldanno vermoordde de senator en begroef diens lichaam in de garage van de advocaat toen deze op skivakantie was. De advocaat is bang dat Barry hem nu ook wil doden.
De advocaat, dronken en onder invloed van pillen, vertelt dit verhaal, omdat hij van plan is Mark mee te nemen naar het hiernamaals. Mark weet echter te ontsnappen met behulp van zijn broertje. Beide kinderen zien vervolgens hoe de advocaat zichzelf alsnog van het leven berooft met een pistool. Ricky loopt een post traumatische stressstoornis op, raakt catatonisch, en wordt in het ziekenhuis opgenomen. Mark en zijn moeder moeten bij hem blijven, zodat hij vertrouwde gezichten ziet als hij ontwaakt. De werkgever van Marks moeder kan dit niet waarderen en ontslaat haar.
Mark komt nu klem te zitten tussen Foltrigg, een overijverige en ambitieuze Officier van Justitie die wil weten wat Mark weet, en de maffia die koste wat kost Mark de mond wil snoeren. Foltrigg, wiens moordzaak tegen Muldanno zonder lijk erg zwak is, begint direct Mark onder druk te zetten want dat moet volgens hem met een ventje van 11 niet moeilijk zijn. Maar Mark is gehard en vroegrijp doordat hij al flink wat narigheid heeft meegemaakt, en niet voor een gat te vangen. Hij maakt zich zorgen over de veiligheid van zichzelf, zijn moeder en broertje en niet onterecht: twee dagen later wordt hij door een mafioso met een mes bedreigd in de lift van het ziekenhuis: als hij het ook maar waagt iets te zeggen zullen ze het alle drie met hun leven bekopen. Met zijn verhaal onder zijn ziel stapt Mark naar een advocaat, Reggie Love.
Reggie Love, een advocaat die veel met kinderen werkt, beschermt Mark tegen de opdringerige FBI-rechercheurs en maakt het ontslag van Marks moeder ongedaan door het bedrijf met een schadeclaim te dreigen. De maffia laat het er ook niet bij zitten en plaatst een bom in de trailer waar Mark woont, als waarschuwing. Foltrigg probeert inmiddels Mark tot getuigen te dwingen door hem te dagvaarden; een getuige mag niet informatie achterhouden en kan zich derhalve niet op het Vijfde Amendement beroepen zolang hij niet zelf verdachte is, ook al vreest hij voor zijn of zijn families veiligheid. Mark weigert te getuigen en wordt in hechtenis genomen, mede voor zijn eigen veiligheid daar er concrete aanwijzingen zijn dat de maffia Mark wil doden. Rechter Harry Roosevelt blijkt echter een ervaren kinderrechter die walgt van de brute methoden van de Foltrigg om een getraumatiseerde bange jongen van 11 onder druk te zetten. Wanneer Foltrigg merkt dat Roosevelt niet wil meewerken, zint hij op zwaardere middelen: het dagvaarden van de jongen, zijn moeder en zelfs Reggie Love, in New Orleans, op eigen terrein. 
Wanneer de dagvaarding wordt uitgereikt veinst Mark dat hij zelf in shock is, door Ricky's symptomen na te bootsen. Hij wordt met een ambulance naar het ziekenhuis gebracht waaruit hij makkelijk kan ontsnappen. Hij vlucht naar Reggie, en in de auto van haar juridisch assistent rijden ze naar New Orleans om zelf het lijk te lokaliseren. Ze betrappen er drie maffioso die al begonnen waren de senator op te graven om diens lichaam definitief in de Golf van Mexico te dumpen. Door een steen door de ruit van de buren te gooien veroorzaakt Mark zoveel tumult dat de misdadigers vluchten. Na zelf te hebben geconstateerd dat de senator inderdaad in de garage lag (het lijk was al half opgegraven), besluiten Mark en Reggie de FBI te contacteren met deze kennis in ruil voor opname in het getuigenbeschermingsprogramma.
De directeur van de FBI heeft lucht van de zaak gekregen en gaat zonder aarzelen akkoord. In ruil voor Marks getuigenis worden hij, zijn broertje en moeder eerst naar Phoenix gevlogen waar een kinderziekenhuis is waar Ricky kan herstellen. Daarna krijgen ze een nieuwe identiteit, een goed huis, en een betere baan. Hierdoor komt de zaak tegen Muldanno rond, maar Foltrigg zal deze waarschijnlijk niet leiden, omdat juridische en disciplinaire stappen tegen hem worden overwogen. Hij is immers veel te ver is gegaan met het onder druk zetten van Mark. Op het vliegveld van New Orleans neemt Mark met tranen in de ogen afscheid van Reggie Love, die hij nooit meer terug zal zien.